# 테킥스키악

테킥스키악

테킥스키악(스페인어: Tequixquiac)은 멕시코 멕시코주에 위치한 도시로 높이는 2,200m, 인구는 33,907명(2010년 기준)이다.

시 문장